# Centre culturel franco-allemand de Ramallah
 (février 2022).
Le centre culturel franco-allemand de Ramallah réunit l'antenne de Ramallah de l'Institut français de Jérusalem et de l'Institut Goethe des Territoires palestiniens.

## Historique
Inaugurée officiellement le 19 juin 2004, cette « maison commune » de l'Institut français et de l'Institut Goethe propose des cours de français et d'allemand, un ciné-club ainsi qu'une médiathèque trilingue (français, allemand, arabe) au cœur de Ramallah, le siège de l'Autorité palestinienne : 
« Nous espérons que cet exemple de coopération franco-allemande dans une région frappée par les crises et la violence pourra avoir une influence positive », a déclaré Andreas Schlüter, le secrétaire général de l'Institut Goethe. 
La chaîne de télévision franco-allemande Arte est un important mécène du centre-culturel de Ramallah. 
Un centre culturel français (CCF) existait déjà depuis 1993, dans une galerie commerçante de Ramallah. En 2003, l'armée israélienne a occupé la ville pendant l'opération Rempart et a détruit toutes les boutiques du bâtiment ainsi que le CCF. L'Institut Goethe était à cette période dans un appartement trop exigu. Les acteurs français et allemand sur place ont alors décidé de travailler ensemble et de s'installer dans un bâtiment de trois étages.
La réussite du centre culturel franco-allemand de Ramallah a inspiré la France et l'Allemagne à ouvrir d'autres centres culturels communs à l'étranger,.
En 2022 le Centre Culturel Franco-Allemand de Ramallah évolue vers un concept de Tiers Lieu, et accueille au sein de sa nouvelle médiathèque un espace scénique accueillant une programmation régulière (concerts, ciné-club, débat d'idées).

## Description

### Rôle éducatif
Son but premier est de proposer des cours, formations et examens de français et d'allemand. L'Institut est accrédité pour faire passer et délivrer différentes certifications internationales, comme le DELF, le DALF ou le TCF. 

### La médiathèque

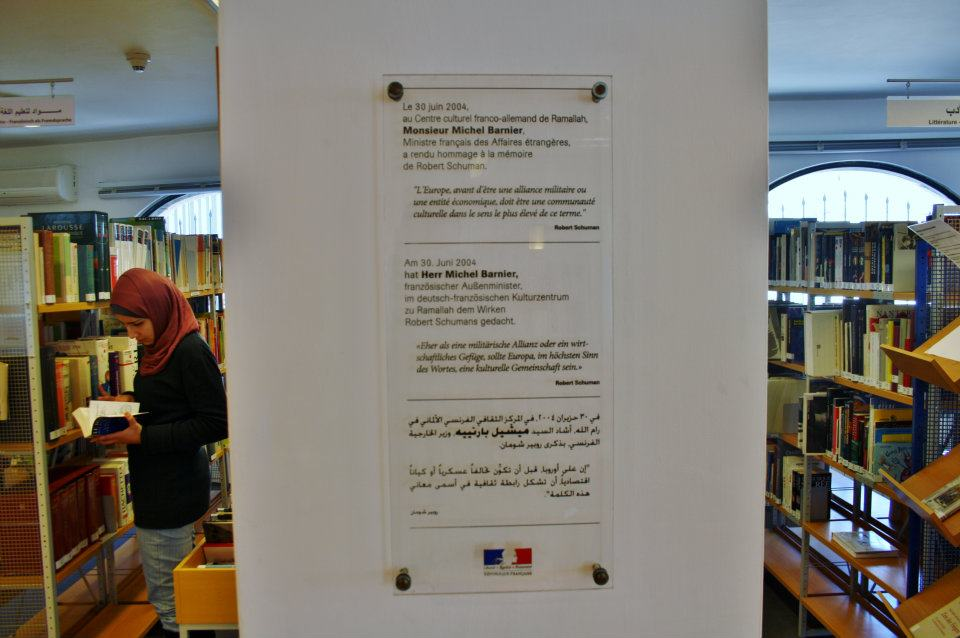
La médiathèque Robert Schuman du centre culturel franco-allemand.

La médiathèque Robert Schuman met à disposition une collection comprenant plus de 11 000 documents (livres et documents audiovisuels). Une partie des fonds voyage régulièrement dans le bibliobus franco-allemand créé en 2011. L'objectif est de rendre visite aux écoles publiques de Cisjordanie qui enseignent la langue française et/ou allemande.

### Événements
Le centre culturel participe à la scène culturelle locale, en créant des dizaines d'événements annuels dans les domaines des arts visuels, du cinéma, du spectacle vivant, de la musique, du théâtre et du débat d'idées. Il accueille également des débats, des salons et des conférences,